# Comgás
Comgás, également appelée Companhia de Gás de São Paulo est une entreprise brésilienne basée à São Paulo, considérée comme le leader national dans la distribution de gaz.